# Árvaszúnyogok
Az árvaszúnyogok (Chironomidae) a rovarok (Insecta) osztályának kétszárnyúak (Diptera) rendjébe, ezen belül a szúnyogalkatúak (Nematocera) alrendjébe tartozó család.

## Megjelenésük
A legkisebb fajok 2 milliméteresek, a legnagyobbak elérik a 14 millimétert is. Sok fajuk szúnyogra emlékeztet, de nincs szívó szájszervük. Elülső lábaik megnyúltak, előrenyújtva mintegy pótlólagos csáppárnak tűnnek, és állandó, rángatózó mozgásban vannak. Szájszerveik erősen visszafejlődtek. A nőstény csápjai rövidek, fonalasak, a hímé hosszabbak, sűrű, bozontos szőrűek.
Lárváik testalkata hosszúkás, féregszerű; jól alkalmazkodik az aljzatban való élethez. Néhány faj lárvája élénk vörös színű, mivel egy hemoglobinszerű anyagot tartalmaz. Oxigénfelvevő képességüket gyakran tekergőző mozgással fokozzák.

## Élőhelyük és életmódjuk
Az árvaszúnyogok lárvái szinte minden vizes és nedves élőhelyen megtalálhatóak. Sós és édesvizek mellett előfordulhatnak faodvakban, rothadó növényzetben, talajban vagy szennyvízelvezetőkben. Édesvízi életközösségek bentoszának fontos részét alkotják. Számos fajuk jól tolerálja az oxigénszegény környezetet, ezért alacsony minőségű, leromlóban lévő vizekben is előfordulnak.
Hazánk szinte minden vizében előfordulnak, némelyikben tömegesen. A Balatonban száznál több fajuk ismert, köztük a jól ismert balatoni árvaszúnyog (Chironomus balatonicus). Az árvaszúnyoglárvák az ülepedő szerves törmelék hasznosítása révén fontos szerepet töltenek be a tavi anyagforgalomban. Meghatározó táplálékbázisként szolgálnak a halfajok jelentős része számára. Fontos az árvaszúnyogok szerepe a vizek természetes tisztulásában is, mivel kirajzásuk során nagy mennyiségű szerves anyag távozik el a vízből.
A kifejlett árvaszúnyog fontos táplálékforrása számos madárnak, denevéreknek és egyéb rovarevőnek. Rajzásuk sokszor tömegesen zajlik. Korábban az a feltevés élt, hogy az árvaszúnyogok kifejlett állapotban nem táplálkoznak, de egyre több, ennek ellentmondó tény kerül felszínre. Számos fajuk felnőtt korában is fogyaszt nektárt, pollent, mézharmatot és más, cukorban gazdag táplálékot.

## Rendszerezés
A családot 11 alcsaládra osztották: Aphroteniinae, Buchonomyiinae, Chilenomyinae, Chironominae, Diamesinae, Orthocladiinae, Podonominae, Prodiamesinae, Tanypodinae, Telmatogetoninae és Usambaromyiinae.
- Abiskomyia
- Ablabesmyia
- Acamptocladius
- Acricotopus
- Alotanypus
- Anatopynia
- Antillocladius
- Apedilum
- Apometriocnemus
- Apsectrotanypus
- Arctodiamesa
- Arctopelopia
- Asheum
- Australopelopia
- Axarus
- Baeoctenus
- Beardius
- Beckidia
- Belgica
- Bethbilbeckia
- Boreochlus
- Boreosmittia
- Brillia
- Brundiniella
- Bryophaenocladius
- Buchonomyia
- Camptocladius
- Cantopelopia
- Cardiocladius
- Chaetocladius
- Chasmatonotus
- Chernovskiia
- Chironomus
- Cladopelma
- Cladotanytarsus
- Clinotanypus
- Clunio
- Coelotanypus
- Compteromesa
- Compterosmittia
- Constempellina
- Conchapelopia
- Corynocera
- Corynoneura
- Corynoneurella
- Cricotopus
- Cryptochironomus
- Cryptotendipes
- Cyphomella
- Demeijerea
- Demicryptochironomus
- Denopelopia
- Derotanypus
- Diamesa
- Dicrotendipes
- Diplocladius
- Diplosmittia
- Djalmabatista
- Doithrix
- Doncricotopus
- Echinocladius
- Einfeldia
- Endochironomus
- Endotribelos
- Epoicocladius
- Eretmoptera
- Eukiefferiella
- Eurycnemus
- Euryhapsis
- Fittkauimyia
- Georthocladius
- Gillotia
- Glyptotendipes
- Goeldichironomus
- Graceus
- Guttipelopia
- Gymnometriocnemus
- Gynocladius
- Halocladius
- Hanocladius
- Harnischia
- Hayesomyia
- Heleniella
- Helopelopia
- Heterotanytarsus
- Heterotrissocladius
- Hudsonimyia
- Hydrobaenus
- Hyporhygma
- Ichthyocladius
- Irisobrillia
- Kiefferulus
- Kloosia
- Krenopelopia
- Krenosmittia
- Labrundinia
- Lappodiamesa
- Larsia
- Lasiodiamesa
- Lauterborniella
- Limnophyes
- Lipurometriocnemus
- Litocladius
- Lopescladius
- Macropelopia
- Meropelopia
- Mesocricotopus
- Mesosmittia
- Metriocnemus
- Microchironomus
- Micropsectra
- Microtendipes
- Monodiamesa
- Monopelopia
- Nanocladius
- Natarsia
- Neozavrelia
- Nilotanypus
- Nilothauma
- Nimbocera
- Odontomesa
- Oliveridia
- Omisus
- Onconeura
- Oreadomyia
- Orthocladius
- Pagastia
- Pagastiella
- Paraboreochlus
- Parachaetocladius
- Parachironomus
- Paracladius
- Paracladopelma
- Paracricotopus
- Parakiefferiella
- Paralauterborniella
- Paralimnophyes
- Paramerina
- Parametriocnemus
- Parapentaneura
- Paraphaenocladius
- Parapsectra
- Parasmittia
- Paratanytarsus
- Paratendipes
- Paratrichocladius
- Paratrissocladius
- Parochlus
- Parorthocladius
- Pentaneura
- Phaenopsectra
- Pirara
- Platysmittia
- Plhudsonia
- Polypedilum
- Potthastia
- Procladius
- Prodiamesa
- Protanypus
- Psectrocladius
- Psectrotanypus
- Pseudochironomus
- Pseudodiamesa
- Pseudokiefferiella
- Pseudorthocladius
- Pseudosmittia
- Psilometriocnemus
- Radotanypus
- Rheocricotopus
- Rheomyia
- Rheopelopia
- Rheosmittia
- Rheotanytarsus
- Robackia
- Saetheria
- Saetheriella
- Schineriella
- Semiocladius
- Sergentia
- Skutzia
- Smittia
- Stackelbergina
- Stelechomyia
- Stempellina
- Stempellinella
- Stenochironomus
- Stictochironomus
- Stilocladius
- Sublettea
- Sublettiella
- Symbiocladius
- Sympotthastia
- Syndiamesa
- Synendotendipes
- Synorthocladius
- Tanypus
- Tanytarsus
- Tavastia (genus)
- Telmatogeton
- Telmatopelopia
- Telopelopia
- Tethymyia
- Thalassomya
- Thalassosmittia
- Thienemannia
- Thienemanniella
- Thienemannimyia
- Tokunagaia
- Tribelos
- Trichochilus
- Trichocladius
- Trichotanypus
- Trissocladius
- Trissopelopia
- Tvetenia
- Unniella
- Virgatanytarsus
- Vivacricotopus
- Xenochironomus
- Xenopelopia
- Xestochironomus
- Xylotopus
- Zalutschia
- Zavrelia
- Zavreliella
- Zavrelimyia